# Opistophthalmus capensis
Espèce
Synonymes
- Scorpio capensis Herbst, 1800
- Opistophthalmus pilosus C.L. Koch, 1837
- Opistophthalmus maxillosus C.L. Koch, 1837

Opistophthalmus capensis est une espèce de scorpions de la famille des Scorpionidae.

## Distribution
Cette espèce est endémique du Cap-Occidental en Afrique du Sud.

## Systématique et taxinomie
Cette espèce a été décrite sous le protonyme Scorpio capensis par Herbst en 1800. Elle est placée dans le genre Opistophthalmus par C. L. Koch en 1837.

## Étymologie
Son nom d'espèce, composé de cap et du suffixe latin -ensis, « qui vit dans, qui habite », lui a été donné en référence au lieu de sa découverte, la colonie du Cap.

## Publication originale
- Herbst, 1800 : Naturgeschichte der Skorpionen. Natursystem der ungeflügelten Insekten, vol. 4, p. 1-86.